# Moore megye (Tennessee)
Moore megye az Amerikai Egyesült Államokban, azon belül Tennessee államban található. Megyeszékhelye és legnagyobb városa Lynchburg. Lakosainak száma 6461 fő (2020. április 1.). Moore megye Coffee, Franklin, Lincoln és Bedford megyékkel határos.

## Népesség
A megye népességének változása:
| Lakosok száma | 6350 | 6412 | 6339 | 6301 | 6322 | 6461 |
|               | 2010 | 2011 | 2012 | 2013 | 2015 | 2020 |